# Weigela japonica
Weigela japonica é uma espécie de planta com flor pertencente à família Caprifoliaceae. 
A autoridade científica da espécie é Thunb., tendo sido publicada em Kongl. Vetenskaps Academiens Nya Handlingar 1: 137, 141, pl. v. 1780.

## Portugal
Trata-se de uma espécie presente no território português, nomeadamente no Arquipélago dos Açores.
Em termos de naturalidade é introduzida na região atrás indicada.

## Protecção
Não se encontra protegida por legislação portuguesa ou da Comunidade Europeia.